# Jim Rhodes

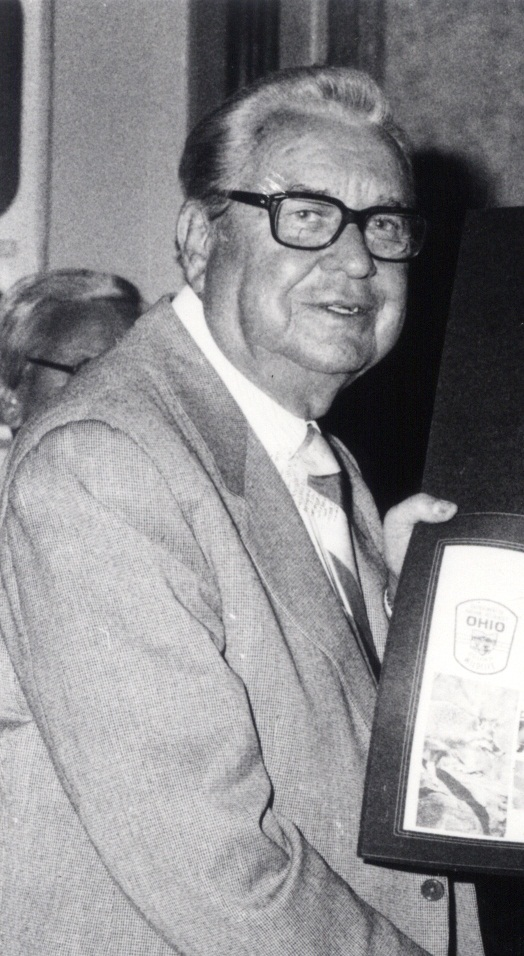
Jim Rhodes (1981)

James Allen „Jim“ Rhodes (* 13. September 1909 in Coalton, Jackson County, Ohio; † 4. März 2001 in Columbus, Ohio) war ein US-amerikanischer Politiker der Republikanischen Partei. Er gehört zu den bislang nur fünf ehemaligen US-Politikern, die vier Amtszeiten als Gouverneur eines Bundesstaates absolvieren durften.

## Familie, Kindheit und Jugend

### Familie
Jim Rhodes war der Sohn des aus Wales eingewanderten Bergmanns James L. Rhodes und dessen Frau Susan. Seine Kindheit wurde vom frühen Tod des Vaters überschattet. Jim Rhodes war damals acht Jahre alt. Bereits als Schüler arbeitete er daher, wenn sich die Gelegenheit dazu bot, in verschiedenen Aushilfstätigkeiten, um seiner Familie, also der Mutter und seinen beiden Schwestern, den Lebensunterhalt zu sichern.

### Bildung
Während seiner Schullaufbahn besuchte Rhodes die South High School in Springfield, wo er mit der Mutter und den Schwestern auch wohnte. Nachdem er die High School beendet hatte, begann Rhodes ein Studium an der Ohio State University. Allerdings zwang ihn finanzielle Not dazu, vor Erreichen eines Abschlusses die Universität zu verlassen, um der Familie durch Annahme einer Arbeit unter die Arme greifen zu können. Zu jener Zeit war die Familie bereits in die Universitätsstadt Columbus umgezogen. Um den Kontakt zur Universität trotz der Notwendigkeit zur Erwerbstätigkeit nicht zu verlieren, eröffnete Rhodes nahe dem Campus der Universität ein Restaurant.

## Politische Laufbahn
Im Laufe der Jahre wurde Jim Rhodes zu einer lokalen bekannten Persönlichkeit. Im Alter von 35 Jahren konnte er gegen Ende des Zweiten Weltkrieges für die Republikaner das Bürgermeisteramt in der Stadt Columbus erringen und diente über zwei Amtszeiten in dieser Funktion, und zwar von 1944 bis 1952. Im Jahre 1952 wählte man ihn als Nachfolger von Joseph T. Ferguson zum State Auditor. Das Amt übernahm er Anfang 1953 und füllte es bis 1962 aus. Mit seiner Wahl zum Gouverneur 1962 im insgesamt dritten Versuch, dieses Amt zu erobern, endete seine bisherige Tätigkeit.
Rhodes diente von 1963 bis 1971 zunächst für zwei Amtszeiten als Gouverneur des Staates Ohio. Gleichzeitig bemühte er sich zweimal um eine Präsidentschaftskandidatur für die Republikaner. In beiden Fällen unterlag er seinen Mitstreitern in der eigenen Partei nur sehr knapp. 1971 setzte sich Rhodes vorübergehend zur Ruhe. Zuvor unterlag er 1970 im Rennen um ein Mandat im US-Senat bei den Vorwahlen Robert Taft. Nur zwei Tage zuvor war es zum Kent-State-Massaker gekommen. Am 4. Mai 1970 erschossen Soldaten der Nationalgarde vier Studenten während einer Studentendemonstration gegen den Vietnamkrieg auf dem Campus der Kent State University in Kent (Ohio). Tags zuvor beschimpfte Rhodes in einer Pressekonferenz die Studenten übelst und sagte, sie seien noch schlimmer als Nazis und Kommunisten. Hierdurch und durch den Einsatz der Nationalgarde, die Rhodes angefordert hatte, wurde die Lage extrem verschärft. Als Soldaten den Studentenprotest mit aufgepflanztem Bajonett auflösen wollten und die Studenten vor sich hertrieben, gaben sie Dutzende Schüsse in die Menge der Studenten ab, töteten vier und verletzten neun.
Vier Jahre nach dem Ende seiner zweiten Amtszeit, auf welche laut der Verfassung des Staates Ohio die Amtszeit eines Gouverneurs begrenzt ist, bemühte Rhodes sich erneut um das Amt des Gouverneurs. Zunächst lehnte der Secretary of State Ted W. Brown seine Kandidatur ab. Schließlich erzwang Rhodes durch ein Urteil des Supreme Court of Ohio doch eine Kandidatur und konnte in der Folge zwei weitere Amtszeiten bis 1983 die Geschicke Ohios lenken. Wieder musste Rhodes nach zwei Amtszeiten den Posten räumen. Doch 1986 versuchte er noch einmal Gouverneur zu werden. Diesmal aber unterlag er dem demokratischen Amtsinhaber Dick Celeste und wurde damit nicht zum alleinigen Rekordhalter unter den Gouverneuren in den USA, von denen nur wenige vier Amtszeiten lang diese Funktion ausfüllen durften.

## Lebensende
Rhodes verstarb am 4. März 2001 in Columbus, der Hauptstadt von Ohio. Seine letzte Ruhestätte befindet sich auf dem Greenlawn Cemetery in Columbus. Das höchste Gebäude in der Stadt, der James A. Rhodes State Office Tower, ist zu Ehren von Jim Rhodes nach ihm benannt worden.